# Forty Modlińskie
Forty Modlińskie (kod PLH140020) – specjalny obszar ochrony siedlisk sieci Natura 2000, zlokalizowany na terenie województwa mazowieckiego, na terenie Twierdzy Modlin. Obszar obejmuje powierzchnię 176.49 ha. Teren składający się z ośmiu powiązanych ze sobą enklaw wyznaczony został w celu zabezpieczenia populacji zagrożonych wymarciem gatunków zwierząt (z wyłączeniem ptaków) takich jak: mopek Barbastella barbastellus, nocek duży Myotis myotis i nocek łydkowłosy Myotis dasycneme.